# Johannes Matthias Sperger

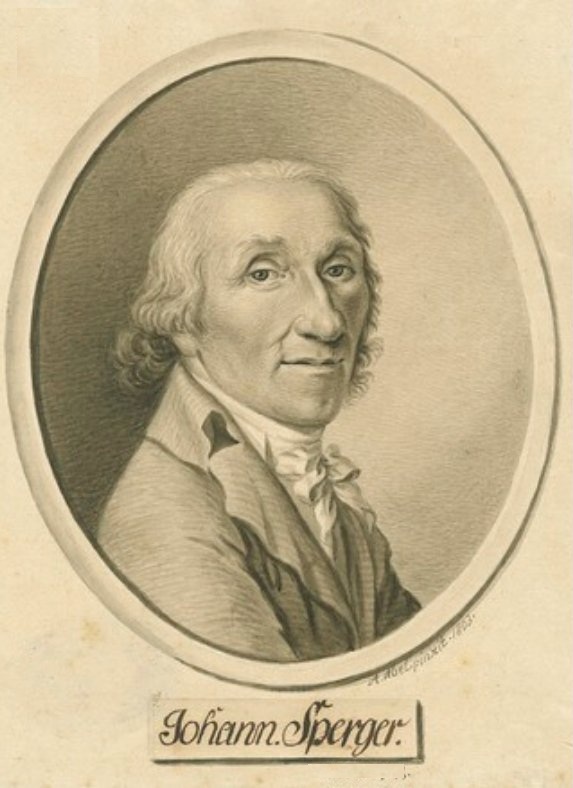
Retrato de Johannes Matthias Sperger

Johannes Matthias Sperger (Valtice, 23 de marzo de 1750-Schwerin, 3 de mayo de 1812) fue un compositor y contrabajista austriaco.

## Biografía
Nació en la localidad de Valtice, situada en la región de Moravia, actualmente dentro de la República Checa, pero en aquel momento perteneciente a Austria. A partir de 1767 estudió contrabajo y composición en Viena. En 1777 trabajó al servicio del Arzobispo de Bratislava y desde 1778 fue uno de los componentes de la Wiener Tonkünstler Orchester (Viena), interpretando frecuentemente durante los conciertos obras propias. Entre 1783 y 1786 fue miembro de la capilla musical del conde Ludwig von Erdödy en Kohfidisch (Burgenland). A partir de 1789 trabajó como primer contrabajo de la Mecklenburg Schwerin Hofkapelle en Ludwigslust (Mecklemburgo-Pomerania Occidental).

## Obra
Escribió numerosas composiciones, entre ellas 44 sinfonías, conciertos para diferentes instrumentos, 17 conciertos para contrabajo como instrumento solista, sonatas, cantatas y obras corales.